# حسین‌لی (سینجیک)
حسین‌لی (انگلیسی: Hüseyinli) (به کردی: Hısêncûbor) یک منطقه مسکونی در ترکیه است که در استان آدیامان و در ناحیه سینجیک واقع شده است.